# Финал Кубка Англии по футболу 1934
Финал Кубка Англии 1934 года (англ. 1934 FA Cup Final) — 59-й финал Кубка Англии с момента основания этого турнира. Матч стал завершением розыгрыша Кубка Англии сезона 1933/34. Он состоялся 28 апреля 1934 года на стадионе «Уэмбли». В нем встретились «Манчестер Сити» и «Портсмут». Победу со счётом 2:1 одержал «Манчестер Сити».

## Перед матчем
В продажу поступило 93 тысячи билетов на финальный матч, из них 53 тысячи было стоячих и только 40 тысяч — сидячих. Спекулянты продавали билеты накануне игры в несколько раз дороже их изначальной цены. Вопрос о спекуляциях с билетами на матч даже поднимался членом Парламента Рисом Дейвисом, который заявил, что такая нелегальная перепродажа является уклонением от налога на зрелища.
К матчу подготовились и кейтеринговые компании, обслуживающие «Уэмбли». Официальный представитель стадиона «Уэмбли» заявил: «Любопытно, что когда в финале встречаются две северные команды, у нас возникает большой спрос на пироги с мясом. Они являются деликатесами для севера страны. Но так как в этот раз в финале будет играть и южная команда, мы предполагаем, что спрос распределится в пропорции 50/50 на пироги с мясом и на сэндвичи для южан». Также к финалу было закуплено 50 000 бутылок пива.
Железнодорожная компания London, Midland and Scottish Railway запустила 65 специальных поездов для зрителей, желающих посетить Лондон и посмотреть матч. «14 или 15» поездов было организовано из Манчестера.

## Обзор матча
В составе «Манчестер Сити» было 8 игроков, которые сыграли в финале прошлого года. Суеверный главный тренер «Портсмута» Джек Тинн надел белые гамаши поверх своих ботинок, как он поступал во время всех матчей Кубка Англии. Матч проходил в условиях повышенной влажности воздуха. На 26-й минуте Джек Уэддл перекинул мяч через голову Кауана, мяч угодил к Септимусу Радерфорду, который нанёс удар по воротам. Вратарь «Сити» Фрэнк Свифт коснулся мяча, но не смог помешать ему залететь в ворота «Сити». Свифт не скрывал своего разочарования в пропущенном мяче: «Радерфорд, крайний правый „помпи“, подлетел к воротам и нанёс удар по правую руку от меня. Я нырнул за мячом, но он проскользил по моим пальцам и залетел в сетку ворот. Я был опустошён». Свифт винил себя в пропущенном мяче: перед игрой он решил не надевать вратарские перчатки из-за того, что поле было влажным, последовав примеру своего более опытного оппонента Джока Гилфиллана.
За 17 минут до окончания матча капитан «Портсмута» Джимми Аллен временно покинул пределы поля из-за травмы. «Манчестер Сити» воспользовался численным преимуществом: Мэтт Басби вбросил мяч из аута на Эрика Брука. Брук отдал пас на выход Фреду Тилсону, который нанёс точный удар и сравнял счёт. За три минуты до конца матча Тилсон принял на грудь кросс Алека Херда и забил победный гол «Сити».
После второго гола Тилсона юный Фрэнк Свифт понимал, что оставалось сыграть ещё несколько минут, после чего «Сити» выиграет Кубок Англии. За его воротами стоял фотограф, который отсчитывал оставшиеся минуты и секунды, заставляя Свифта всё больше нервничать. Когда же наконец прозвучал финальный свисток Стэнли Роуза, Фрэнк Свифт от нахлынувших эмоций потерял сознание.
Сборы от продажи билетов составили £24 950, что немного превысило прошлогодний показатель.

## Отчёт о матче
| Манчестер Сити | 2:1     | Портсмут      |
| -------------- | ------- | ------------- |
| Тилсон 74′ 88′ | (отчёт) | Радерфорд 28′ |

| Манчестер Сити | Портсмут |

|                 |    |               |  |
|                 |    |               |  |
| Вр              | 1  | Фрэнк Свифт   |  |
|                 | 2  | Лори Барнетт  |  |
|                 | 3  | Билл Дейл     |  |
|                 | 4  | Мэтт Басби    |  |
|                 | 5  | Сэм Кауан (к) |  |
|                 | 6  | Джеки Брей    |  |
|                 | 7  | Эрни Тоузленд |  |
|                 | 8  | Бобби Маршалл |  |
|                 | 9  | Алек Херд     |  |
|                 | 10 | Эрик Брук     |  |
|                 | 11 | Фред Тилсон   |  |
| Главный тренер: |    |               |  |
| Уилф Уайлд      |    |               |  |

|                 |    |                    |  |
|                 |    |                    |  |
| Вр              | 1  | Джок Гилфиллан     |  |
|                 | 2  | Алек Маки          |  |
|                 | 3  | Билл Смит          |  |
|                 | 4  | Джимми Никол       |  |
|                 | 5  | Джимми Аллен (к)   |  |
|                 | 6  | Дэвид Такери       |  |
|                 | 7  | Фред Уорралл       |  |
|                 | 8  | Джек Смит          |  |
|                 | 9  | Джек Уэддл         |  |
|                 | 10 | Джимми Иссон       |  |
|                 | 11 | Септимус Радерфорд |  |
| Главный тренер: |    |                    |  |
| Джек Тинн       |    |                    |  |

Регламент матча:
- 90 минут основного времени.
- 30 минут овертайм в случае необходимости.
- Переигровка в случае ничейного исхода.
- Замен нет.

## Путь к финалу
| 3 раунд: «Блэкберн Роверс» 1:3 «Манчестер Сити» 4 раунд: «Халл Сити» 2:2 «Манчестер Сити» Переигровка: «Манчестер Сити» 4:1 «Халл Сити» 5 раунд: «Шеффилд Уэнсдей» 2:2 «Манчестер Сити» Переигровка: «Манчестер Сити» 2:0 «Шеффилд Уэнсдей» 6 раунд: «Манчестер Сити» 1:0 «Сток Сити» Полуфинал: «Манчестер Сити» 6:1 «Астон Вилла» (на «Лидс Роуд») | 3 раунд: «Манчестер Юнайтед» 1:1 «Портсмут» Переигровка: «Портсмут» 4:1 «Манчестер Юнайтед» 4 раунд: «Портсмут» 2:0 «Гримсби Таун» 5 раунд: «Суонси Таун» 0:1 «Портсмут» 6 раунд: «Болтон Уондерерс» 0:3 «Портсмут» Полуфинал: «Портсмут» 4:1 «Лестер Сити» (на «Сент-Эндрюс») |